# Pseudodebis valentina
Espèce
Pseudodebis valentina est une espèce d'insectes lépidoptères (papillons) de la famille des Nymphalidae et de la sous-famille des Satyrinae de la tribu des Satyrini, de la sous-tribu des Euptychiina et du genre Pseudodebis.

## Dénomination
Pseudodebis valentina a été décrit par l'entomologiste hollandais Pieter Cramer en 1779 sous le nom de Papilio valentina et reclassé dans le genre Pseudodebis par Walter Forster en 1964.

### Synonyme
- Taygetis valentina  (Godman & Salvin, 1881) [2]
- Taygetis valentina tarmensis (Prüffer, 1922)

### Noms vernaculaires
Pseudodebis valentina se nomme Valentina Ringlet en anglais.

## Description
Pseudodebis valentina est un grand papillon aux ailes postérieures dentelée dont le dessus est marron. 
Le revers est beige foncé à marron clair avec une fine ligne submarginale marron foncé et une ligne d'ocelles discrets à l'aile antérieure, plus marqués à l'aile postérieure dont deux sont marron foncé, le second à partir de l'apex et le plus proche de l'angle anal.

## Biologie
Pseudodebis valentina vole toute l'année.

## Écologie et distribution
Pseudodebis valentina est présent au Venezuela, au Surinam, en Guyane, en Bolivie et au Pérou,.

### Biotope
Il réside en forêt primaire très humide, près des marécages.

### Protection
Pas de statut de protection particulier